# Gulbene (rejon)
Gulbene (łot. Gulbenes rajons) – rejon w północno-wschodniej Łotwie, funkcjonujący w latach 1949–2009.
Rejon graniczył z rejonami: Alūksne, Balvi, Kieś, Madona i Valka.
Zniesiony 30 czerwca 2009, w ramach reformy administracyjnej.